# Petříkov, Praha-východ
Petříkov là một làng thuộc huyện Praha-východ, vùng Středočeský, Cộng hòa Séc.